# Тегинэ-бей
Тегинэ-бей (Текие, Тегиня) — эмир правого крыла Золотой Орды, глава рода Ширин в Крыму в первой половине XV века.

## Происхождение
Согласно родословной Ширинских, дед Тегинэ Даглы-бей Ширинский «командовал народом», а отец Руктемир «всегда находился при хане Тохтамыше». За заслуги в сохранении жизни хана, Тохтамыш возвел Руктемира «в первые над всеми ему хану подвластными беями и народами». В Диване Руктемир занимал первое место возле хана с правой стороны, являясь главой «правого крыла» Золотой Орды. Ему было даровано право на миндалевидную печать «бадемы мугыр», что являлось символом ханского достоинства. За Руктемира Тохтамыш отдал замуж свою сестру Джанике Слухани. От этого брака и родился Тегинэ-бей Ширинский.

## Биография
С 1419 года активно поддерживал Улу Мухаммеда в его борьбе за власть. По сообщению летописи ад-Дзехеви, Тегинэ-бей в 1419 году занимал должность эмира правого крыла.
В 1431 году во время спора московских князей Василия Тёмного и Юрия Дмитриевича Звенигородского о великом княжении активно поддерживал Юрия Дмитриевича. Против князя Юрия в Орде выступали даруга Мин-Булат, эмир Айдар и другие «князья» из ханского окружения. Князь Юрий терпел в Орде «бесчестье и истома велика», но Тегинэ-бей силой освободил князя и увез его в свой тумен Крым, «великое княжение обеща ему дати».
Улу Мухаммед, пренебрегая советами Тегинэ, решил дело в пользу Василия, нанеся этим глубокую обиду. В случае недовольства, Тегинэ решили просто убить. Весной 1432 года, когда Тегинэ прибыл в Орду, о таком замысле его предупредил племянник Усейн, постельничий хана. В это время уже появился новый претендент на ханский трон Кучук-Мухаммед, и Тегинэ пригрозил уйти к нему. В результате хан принял половинчатое решение: ярлык на Великое княжение отдавался князю Василию, а князь Юрий получал Дмитров с волостями. Приняв такое решение, хан получил неудовольствие Василия, независимость Юрия и измену Тегинэ. В 1432 году, когда на Улу-Мухаммеда двинулся Кучук-Мухаммед, Тегинэ и другой крымский вождь Хайдар вместе со своими отрядами покинули Улу-Мухаммеда, обрекая его на поражение.
Совместно с князем Феодоро Алексеем I Тегинэ действовал против колоний Генуэзской республики в Крыму, провозгласив ханом Хаджи Гирея. В 1434 году крымско-феодоритское войско нанесло поражение армии Генуи в сражении при Солхате.
В Крыму Тегинэ Ширин и Хайдар Кунграт способствовали приходу к власти очередного претендента на ханский престол Сайид-Ахмада, сына Керимберды и внука Токтамыша.